# Jaŭhen Eljazaranka
Jaŭhen Aljaksandravič Eljazaranka (in bielorusso Яўген Аляксандравіч Елязаранка?; Asipovičy, 4 luglio 1993) è un calciatore bielorusso, centrocampista dell'Asipovičy.

## Carriera

### Club
Ha giocato nella prima divisione bielorussa; nella stagione 2016-2017 ha giocato 4 partite nei turni preliminari di Europa League.

### Nazionale
Nel 2014 ha giocato 10 partite con la nazionale Under-21, 2 delle quali nelle qualificazioni agli Europei di categoria.